# ラリー・レヴァン
ラリー・レヴァン（Larry Levan、本名 Lawrence Philpot、1954年7月20日 - 1992年11月8日）は、アメリカニューヨーク州ブルックリン生まれの、DJ、音楽プロデューサー、作曲家。1973年、18歳の時にメモリアル・デー（戦没者追悼記念日）の週末にThe Continental BathsでDJデビューを果たす。
1977年～1987年まで営業していたニューヨークの超人気ゲイクラブ「Paradise Garage（パラダイス・ガラージ）」のメインDJとして斬新なクラブサウンドを量産し、ニューヨークのクラブシーンを10年以上リードした。「パラダイス・ガレージ」は、ラリーをイメージして作られたクラブであり、特定のDJのために作られた稀有なクラブだった。ラリーはここを音楽の神殿として扱い、音楽、音響設備以外にも、ありとあらゆるディテールに心を注ぎ、癒しの空間を提供し熱狂的なファンを魅了し、「ガラージュ」（又はガレージ・ミュージック）と呼ばれる一つの音楽ジャンルを生み出した。

## 概要
10代の後半からアンダーグラウンドのゲイパーティーシーンに関わり、音楽への造詣が深かった。この当時からの親友が後にシカゴでハウス音楽を創始することとなるフランキー・ナックルズである。二人とも黒人男性であり、カミングアウト済みの公然としたゲイであった。二人はニューヨークのバスハウス（ゲイ男性のための発展場・バー・サウナ・ディスコを兼ねた複合施設を指すが、1980年代初頭のHIV/エイズ流行により、感染の温床とされたバスハウスは後に全て閉鎖された）、“Continental Baths” にてDJとしてのキャリアをスタートさせる。やがてフランキー・ナックルズはシカゴへと移るが、ラリー・レヴァンはニューヨークの様々なディスコで経験をつみ、そしてパラダイス・ガレージにおいてその名声を確立することとなる。

## 人物
両親は籍を入れていなかったため、ラリーは10代の頃に兄Isaacと姉Minnieと共に、婦人服の仕立屋であった母親（名前は姉と同じMinnie）の姓を名乗ることになった。ブルックリン区のフラットブッシュにあったエラスムス・ホール高校へ通い始めるも、髪の毛をオレンジに染めるなど派手な行動から学校に好かれず、喧嘩や問題を頻繁に起こしていた。そんな中、ラリーはハーレムのドラァグボールシーンに癒しを見出し、1969年頃、ドラァグクィーン用のドレスを制作していた時に、後に盟友となるフランキー・ナックルズと出会った。
1987年にパラダイス・ガレージがエイズの不安とクラブの内部紛争によって閉店した後、ラリーはドラッグに嵌り、ドラッグを買うためにレコードを売り払っていった。1988年、ラリーはTHE CHOICEというクラブでレジデントDJとしてプレイを再開するが、パラダイス・ガレージ時代のようなパワーはなく、クラブオーナー達にも理解されず、その後はドラッグ禍や病気に悩み、極貧のまま1992年38歳の若さで心内膜炎による心臓疾患で亡くなった。

## 音楽性
ラリーは独学ながら優れた音響の専門家でもあり、エンジニアのリチャード・ロングと共にパラダイス・ガラージに自らの手で構築した “Levans” と呼ばれたサウンド・システムは大音響でありながら非常にクリアな音で、ダンスフロアの中央にいても容易に客の間で会話ができたとも伝えられている。彼はまた照明にも深く関わり（そのクラブにおけるキャリアの最初は上記のContinental Bathsにおける照明係としてのものであった）、パラダイス・ガレージにおいてはそうした音響や照明までをも駆使してダンスフロアの客を自在に操った。彼にとってパラダイスガレージは単なるクラブではなく彼の城であり、実際にDJブースの裏には彼の居住する部屋まであったという。
彼はまたそのDJで培ったセンスを元に、ダンス・レコードの音楽プロデューサーとしてもその才能を発揮し、数多くのリミックス曲やプロデュース曲を世に送り出し、ヒットさせた。（ヒットした中には、日本の女性アイドル、島田奈美の曲「SUN SHOWER」のリミックス曲もある）また、作曲家としてもニューヨーク・ピーチ・ボーイズ名義で（当初は「ピーチボーイズ」であったが、混同を恐れたロックバンドのビーチボーイズからの抗議により名前の変更を余儀なくされた） “Don't make me wait” などを送り出している。
ラリーの才能は、彼の技術的なスキルとオーディオの専門知識だけでなく、彼の幅広いジャンルに渡る趣味にもあった。彼は、ゴスペル、レゲエ、フィラデルフィア・ソウル、ユーロディスコからロックまでの全てをミックスし、ダンスミュージックの「ルール」を広げ、ポストパンク、アンビエント（環境音楽）等多岐にわたった。ラリーは、方向感覚を失わせる効果音とオーディオ操作でセットを増強し、クロスオーバーとバランスのコントロールを操作して、まるで自分の意思があるかのように音を放ちフロアを自在に操っていたと言われている。

## 影響
彼がプレイしていた音楽やその強い影響下にある音楽は、現在に至るもガラージュという音楽ジャンルとして根強い人気があり、プレイされ続けている。また、NYハウスやディープ・ハウスなど、ハウス音楽の多くのジャンルにはガラージュからの大きな影響を受けている。
また、ニューヨークの多くのベテランDJや、国内外からラリー・レヴァンを見るためにパラダイス・ガレージを訪れたDJ達の多くはその音楽ジャンルに関係なく一様に、彼のDJに衝撃を受けてDJを志すようになったと語っている。史上最も影響力のあったDJとみなされており、2004年にはダンス音楽の殿堂 “Dance Music Hall of Fame” に選ばれている。
特に日本では北海道にショートステイしており、この頃にガラージュの洗礼を受けたDJが育っていった。音響においても名声の高かった彼は、パラダイス・ガレージの閉鎖後しばらくしてロンドンにオープンした巨大クラブ、ミニストリー・オブ・サウンドのオープンに当たって招かれ、サウンドシステムの設計を行っている。

## 来日
初来日は1990年6月、翌年1991年にも来日し、東麻布にあったJ TRIP BAR ENDMAX（通称エンドマックス）でDJを行った。1992年には突然自身のバースデイを日本ツアーで飾りたいとの申し出があり、フランソワ・ケヴォーキアンと一緒に３度目の来日を果たし、ジャパンツアー『The Harmony Tour』を、芝浦GOLD、札幌のWall（現在はPlastic Theaterとして営業）、神戸、大阪で行った。その時に芝浦GOLDでプレイした模様を録音した貴重なミックス音源がいくつか残っている。札幌では７月17日、9月19日にプレイしている。生前ラリーは特別なパーティーの際には必ず、日本の刃物職人が作った光悦 – Koetsu（フォノカートリッジ）というレコード針を現場に持参し使用していた。

## 手がけた作品
- Definitive Salsoul
- Padrock
- Journey Into Paradise: the Larry Levan Story
- Live at the Paradise Garage （パラダイス・ガレージでのライブ録音盤）